# 23e gala des prix Félix
Les lauréats des prix Félix en 2001, artistes québécois œuvrant dans l'industrie de la chanson, ont reçu leurs récompenses à l'occasion du vingt-troisième Gala de l'ADISQ, animé par Guy A. Lepage et qui eut lieu le 28 octobre 2001.

## Interprète masculin de l'année
- Garou

Autres propositions : Daniel Boucher, Jim Corcoran, Sylvain Cossette, Martin Deschamps, Bruno Pelletier et Stefie Shock.

## Interprète féminine de l'année
- Isabelle Boulay

Autres propositions : Gabrielle Destroismaisons, Lynda Lemay, Claire Pelletier, Ginette Reno, Natasha St-Pier, Marie-Jo Thério.

## Révélation de l'année
- Gabrielle Destroismaisons

Autres propositions : Martin Matte, Stefie Shock, Loco Locass, Michel Mpambara.

## Groupe de l'année
- les Respectables

Autres propositions : la Chicane, Loco Locass, Yelo Molo, Okoumé.

## Auteur-compositeur de l'année
- Stephen Faulkner

Autres propositions : Marc Chabot, Jim Corcoran, Luc De Larochellière, Jorane.

## Artiste s'étant le plus illustré hors Québec
- Garou

Autres propositions : Isabelle Boulay, Jorane, Lynda Lemay, Natasha St-Pier.

## Artiste s'étant illustré dans une langue autre que le français
- Bran Van 3000

Autres propositions : Dorothée Berryman, Jorane, Bob Walsh, Nanette Workman.

## Artiste de la francophonie s'étant le plus illustré au Québec
- Zachary Richard

Autres propositions : Adamo, Thomas Fersen, Johnny Hallyday, St Germain

## Chanson populaire de l'année
- La désise de Daniel Boucher

Autres propositions : Jamais assez loin de Isabelle Boulay, Dans tes yeux de Sylvain Cossette, Comme je suis de Martin Deschamps, Seul de Garou, Tu peux partir de la Chicane, Ma gueule d'Éric Lapointe, L'argent fait le bonheur des Respectables, Irresponsable de Okoumé, Tant de mots de Mario Pelchat.

## Album le plus vendu
- Seul de Garou

Autres propositions : Mieux qu'ici-bas d'Isabelle Boulay, Disparue de la Chicane, Sur scène de Bruno Pelletier, Un grand Noël d'amour de Ginette Reno.

## Album pop de l'année
- Mieux qu'ici-bas d'Isabelle Boulay

Autres propositions : Communio de Dan Bigras et Laurence Jalbert, Live - Tournée 2000 de Jean-Pierre Ferland, Du coq à l'âme de Lynda Lemay, Un grand Noël d'amour de Ginette Reno.

## Album rock de l'année
- Disparue de la Chicane

Autres propositions : Plan B d'Okoumé, The Merry Makers de The Merry Makers, Marie-Chantal Toupin de Marie-Chantal Toupin.

## Album pop-rock de l'année
- Seul de Garou

Autres propositions : Et cetera... de Gabrielle Destroismaisons, Le nombril de Nancy Dumais, Sur scène de Bruno Pelletier, Presque rien de Stefie Shock.

## Album rock alternatif de l'année
- La nuit dérobée de Les Chiens

Autres propositions : Motel Capri des Cowboys fringants, Panavision de Lili Fatale, Projet Orange de Projet Orange et Vénus 3 de Vénus 3.

## Album country de l'année
- Willie Lamothe et Fils - Héritage de Michel Lamothe

Autres propositions : Country pour toujours de Pier Béland, L'Album de ma vie de André Sylvain, Le party de Noël des Daraîche de la famille Daraîche, Noël country de Bobby Hachey.

## Album folk contemporain de l'année
- Microclimat de Richard Séguin

Autres propositions : Entre tout et moi de Jim Corcoran Galileo et Claire Pelletier, Patrick Norman de Patrick Norman, Tessons d'auréole de Stephen Faulkner

## Album instrumental de l'année
- Inspiration classique de Richard Abel

## Album traditionnel de l'année
- VDC de La Volée d'Castors

## Album hip-hop de l'année
- Manifestif de Loco Locass

## Album jazz de l'année
- Ni un ni deux de Sylvain Provost et Norman Lachapelle

## Album jeunesse de l'année
- Annie Brocoli dans l'espace d'Annie Brocoli

## Album humour de l'année
- La bulle à Réal de Réal Béland

Autres propositions : Chansons drôles de d'autres de Crampe en Masse, Parodies de Alain Dumas.

## Spectacle de l'année - auteur-compositeur-interprète
- Martin Deschamps de Martin Deschamps

Autres propositions : Jean Leloup - Acoustique de Jean Leloup, Du coq à l'âme de Lynda Lemay, Microclimat de Richard Séguin, Arbre à fruits, arbre à fruits de Marie-Jo Thério.

## Spectacle de l'année - interprète
- Mieux qu'ici bas d'Isabelle Boulay

Autres propositions : Notre-Dame de Paris (Artistes variés), Seul de Garou, La Bottine souriante en spectacle de La Bottine souriante, Mario Pelchat de Mario Pelchat.

## Spectacle de l'année - humour
- Il y a trop de blanc au Québec de Michel Mpambara

Autres propositions : Face à face de Patrick Huard, MacLeod 2 - Libéré sur parole de Peter MacLeod, Histoires vraies de Martin Matte.

## Vidéoclip de l'année
La désise de Daniel Boucher
Autres propositions : All Zippers Down de Stefie Shock, Gitan de Garou, Holà décadence des Respectables, Le nombril de Nancy Dumais, Un jour ou l'autre d'Isabelle Boulay.

## Hommage
- Claude Dubois

## Sources
1. ↑  « Archives 2001 – », sur ADISQ (consulté le 18 décembre 2023)

Gala de l'ADISQ 2001